# Naïve
"Naïve" é uma canção da banda inglesa de indie rock, The Kooks, do álbum de estréia, Inside In/Inside Out, escrita por Paul Garred, Hugh Harris, Luke Pritchard, Max Rafferty e produzida por Tony Hoffer. Ele foi lançado 27 de março de 2006, como o quarto single desse álbum, chegando ao número cinco na UK Singles Chart. O single mais vendido de sua carreira, "Naïve" também foi o décimo nono single mais vendido do Reino Unido em 2006. 
Ele também foi relativamente bem na Nova Zelândia, atingindo o número 15 nas paradas. A canção ainda chegou nos Estados Unidos, atingindo um pico de número 22 na Billboard Modern Rock Tracks. Lily Allen fez um cover de "Naïve" para uma sessão ao vivo na Jo Whiley show. Versão de Allen foi destaque na trilha sonora para o filme Gatos, Fios Dentais e Amassos. A versão original do The Kooks foi destaque na trilha sonora para o filme 17 Outra Vez e no episódio "Resolver" da quarta temporada da série de TV Lances da Vida. A canção também foi performada pela ex-Sugababes, Mutya Buena, como um B-Side de seu single de estréia " Real Girl".

## Desempenho
| Parada Musical (2006)       | Melhor posição |
| --------------------------- | -------------- |
| UK Singles Chart            | 5              |
| Belgium Singles Chart       | 15             |
| Dutch Singles Chart         | 39             |
| Italy Singles Chart         | 31             |
| Italy Digital Singles Chart | 10             |
| New Zealand Singles Chart   | 15             |
| Parada Musical(2007)        | Melhor posição |
| US Modern Rock              | 21             |
| Parada Musical (2011)       | Melhor posição |
| UK Singles Chart            | 75             |